# Wet (scouting)
De wet bestaat uit een aantal positieve regels (geen verboden) die bedoeld zijn als de regelgeving over wat nu precies verwacht wordt van een Scout.
Verboden nodigden volgens Robert Baden-Powell meestal enkel uit tot het overtreden ervan omdat 'ze elk levenslustig kind uitdagen'.
Baden-Powell: De jongen wordt niet gestuurd door DOE-NIET's maar wordt geleid door wat ze wel moeten doen. De scoutswet werd eerder bedacht als gids voor de scout dan om zijn fouten te onderdrukken. Ze geeft aan wat de goede houding en verwachting is van een scouts. 
Ze zijn een deel van de Scoutmethode. De meeste speltakken hebben hun eigen wet, die verschillen ook van land. Essentieel zijn ze echter gebaseerd op de wetten die door Robert Baden-Powell werden gemaakt. Vaak wordt de wet bij de opening van een bijeenkomst opgezegd of voorgelezen door een van de leden. Soms wordt de wet tijdens de installatie opgezegd door het nieuwe lid, vergezeld met de belofte.

## Wetten van Scouting Nederland

### Beverwet
- Ik ben een bever.
- Wat bevers doen, doen we samen.

### Welpenwet
- Een welp speelt samen met anderen in de jungle.
- Een welp is eerlijk, vriendelijk en zet door.
- Een welp zorgt goed voor de natuur.

### Scoutingwet
- Een scout trekt er samen met anderen op uit om de wereld te ontdekken en deze meer leefbaar te maken.
- Een scout is eerlijk, vriendelijk en zet door.
- Een scout is trouw, waardebewust en zorgt goed voor de natuur.
- Een scout is behulpzaam en respecteert zichzelf en anderen.

## Wetten van Scouts en Gidsen Vlaanderen

### Welpen- en kabouterwet
- Ik zeg wat ik voel, gruwel van vals gezwets, bereik eerlijk mijn doel, zonder dat ik iemand kwets.
- Ik respecteer alles wat leeft en de Kracht die leven geeft.
- Ik voel me één, met de wereld om me heen.
- Hou niet van nep en deel alles wat ik heb.
- Want niemand is alles, niemand is niets, iedereen is altijd iets.
- De welp volgt steeds de oude wolf.
- De welp is moedig en houdt vol.

### VVKSM/Scouts & Gidsen Vlaanderen
- Wij zijn jongverkenners
- Wij wagen het avontuur
- Wij zijn kameraden en willen eerlijk zijn met elkaar
- Wij willen samen werken en beslissen
- Wij zeggen onze mening en luisteren naar die van anderen
- Zelf zet ik al eens de eerste stap
- Ik help graag waar ik kan
- Ik wil winnen en kan verliezen
- Ik respecteer wat waardevol is: de mens, de natuur en het materiaal
- De leidings voorbeeld zal ons hier bij helpen.

### VVKS - verkennerwet
- Een verkenner is een eerlijk en blij kameraad
- Hij doet mee en zet zich in
- Hij wil winnen en kan verliezen
- Hij is een opmerkzaam ontdekker
- Hij leeft oprecht tegenover God
- Hij is fijn in zijn optreden
- Hij draagt zorg voor hetgeen hij gebruikt
- Hij helpt graag waar hij kan

## Wetten van FOS Open Scouting

### Welpenwet
- Als welp speel ik samen met de anderen in de jungle.
- Ik luister naar de oude wolven.
- Ik ben eerlijk, vriendelijk en ik hou vol.

### Gidsen-en scoutswet
- Een gids, een scout is eerlijk
- Een gids, een scout eerbiedigt de overtuiging van anderen
- Een gids, een scout maakt zich nuttig
- Een gids, een scout is een vriend van allen
- Een gids, een scout is vriendelijk en hoffelijk
- Een gids, een scout kan gehoorzamen
- Een gids, een scout staat open voor de natuur en is milieubewust
- Een gids, een scout houdt vol
- Een gids, een scout is ijverig
- Een gids, een scout is zelfbewust en heeft eerbied voor zichzelf en voor de anderen.

## Oude Nederlandse wetten

### Eerste Padvinders- en Verkennerswet
Gebruikt door de KV en de NPV tussen voor 1945 en ergens in de jaren zestig.
Dit is een directe vertaling van de wet opgesteld door Baden-Powell in 1911.
Op de eer van een Verkenner/Padvinder kan men vertrouwen;
Een Verkenner/Padvinder is trouw;
Het is de plicht van een Verkenner/Padvinder zich nuttig te maken en anderen te helpen;
Een Verkenner/Padvinder is een vriend voor allen en een broeder voor alle andere Verkenners/Padvinders;
Een Verkenner/Padvinder is ridderlijk;
Een Verkenner/Padvinder is een dierenvriend;
Een Verkenner/Padvinder weet orders te gehoorzamen zonder tegenspreken;
Een Verkenner/Padvinder glimlacht en fluit onder alle moeilijkheden;
Een Verkenner/Padvinder is spaarzaam;
Een Verkenner/Padvinder is rein in gedachten, woord en daad.

### Tweede Padvinders- en Verkennerswet
Gebruikt door de NPV en Scouting Nederland.
Sinds ergens in de jaren zestig gebruikt, maar nu nog maar amper. Sommige groepen gebruiken nog steeds deze wet.
Een padvinder is eerlijk
Een padvinder is trouw
Een padvinder is hulpvaardig
Een padvinder is broeder voor alle andere padvinders
Een padvinder is voorkomend en sportief
Een padvinder heeft zorg voor de natuur
Een padvinder weet te gehoorzamen
Een padvinder zet door
Een padvinder is spaarzaam
Een padvinder heeft eerbied voor zichzelf en alle anderen

### Gidsenwet
Werd gebruikt door de NG rond 1950.
Op de eer van een Gids kan men vertrouwen;
Een Gids is trouw;
Het is de plicht van een Gids zich nuttig te maken en anderen te helpen;
Een Gids is een vriendin zijn voor allen en een zuster voor alle andere Gidsen;
Een Gids is beleefd en voorkomend;
Een Gids leeft met open oog in Gods natuur;
Een Gids weet orders te gehoorzamen zonder tegenspreken;
Een Gids lacht en zingt onder alle moeilijkheden;
Een Gids is sober en spaarzaam;
Een Gids is rein in gedachten, woord en daad.

### Dolfijnenwet
Tot en met 2010.
- Een Dolfijn speelt samen met anderen op en rond het water.
- Hij/zij is eerlijk, vriendelijk en houdt vol en zorgt goed voor de natuur.

### Estawet
Tot en met 2010.
- Een Esta speelt samen met anderen in het Land van Esta.
- Hij/Zij is eerlijk, vriendelijk en houdt vol en zorgt goed voor de natuur.

### Kabouterwet
Tot en met 2010.
- Een Kabouter speelt samen met anderen in Bambilië.
- Zij is eerlijk, vriendelijk en houdt vol en zorgt goed voor de natuur.

## Originele wetten
Zoals Robert Baden-Powell ze had opgesteld.

### Girl Guide/Girl Scout Law
A Guide’s honour is to be trusted.
A Guide is loyal.
A Guide’s duty is to be useful and to help others.
A Guide is a friend to all and a sister to every other Guide.
A Guide is courteous.
A Guide is a friend to animals.
A Guide obeys orders.
A Guide smiles and sings under all difficulties.
A Guide is thrifty.
A Guide is pure in thought, in word, and deed.’

### The Scout Law
A Scout’s honour is to be trusted.
A Scout is loyal
A Scout’s duty is to be useful and to help others.
A scout is a friend to all and a brother to every other Scout.
A Scout is courteous.
A Scout is a friend to animals.
A Scout obeys orders
A Scout smiles and whistles under all difficulties.
A Scout is thrifty.
A Scout is clean in thought, word and deed. (kwam pas in 1911 in de wet)

### Letterlijke vertaling
1. Een scout moet op zijn of haar eer vertrouwd worden.
2. Een scout is trouw.
3. Een scout heeft de plicht zich nuttig te maken.
4. Een scout is een vriend voor iedereen en een "broeder" voor alle scouts.
5. Een scout is hoffelijk.
6. Een scout is een vriend voor de dieren.
7. Een scout voert bevelen uit.
8. Een scout lacht en fluit vrolijk onder elke omstandigheid.
9. Een scout is spaarzaam en ijverig.
10. Een scout is zuiver in gedachten, woord en daad.